# Pohřebiště pruských panovníků

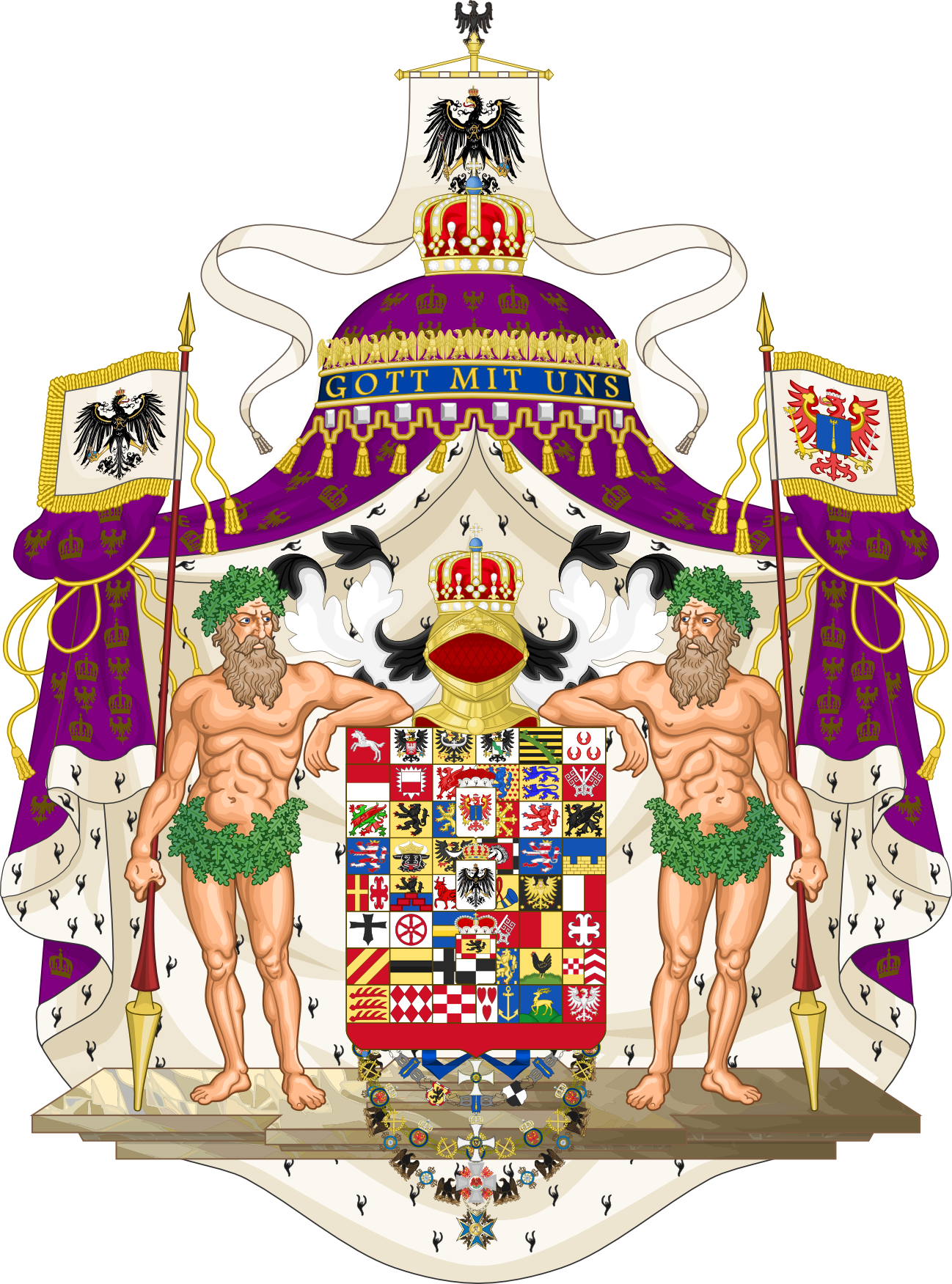
Znak Pruského království

Toto je seznam pohřebišť pruských králů. Pruské království existovalo v letech 1701 až 1918. (V letech 1871 až 1918 byli pruští králové zároveň císaři Německé říše v personální unii. Pruští králové a němečtí císař ibyli pohřbíváni v Berlíně nebo Postupim, pouze poslední císař spočívá v nizozemském exilu.
| Jméno                                              | Doba života | Místo pohřbení |
| -------------------------------------------------- | ----------- | --- |
| král Fridrich I.                                   | 1657–1713   | Hohenzollernská hrobka v berlínské katedrále |
| Alžběta Henrieta Hesensko-Kasselská                | 1661–1683   | Hohenzollernská hrobka v berlínské katedrále |
| Žofie Šarlota Hannoverská                          | 1668–1705   | Hohenzollernská hrobka v berlínské katedrále |
| Žofie Luisa Meklenbursko-Zvěřínská                 | 1685–1735   | Schelfkirche ve Zvěříně |
| král Fridrich Vilém I.                             | 1688–1740   | Původně v Posádkovém kostele v Postupimi, v roce 1945 v Kostele svaté Alžběty v Marburgu nad Lahnou, v roce 1952 na hradě Hohenzollern a od roku 1991 v mauzoleu ve Friedenskirche v Postupimi              |
| Žofie Dorotea Brunšvicko-Lüneburská                | 1687–1757   | Hohenzollernská hrobka v berlínské katedrále |
| král Fridrich II. Veliký                           | 1712–1786   | Původně v Posádkovém kostele v Postupimi, v roce 1945 v kostele svaté Alžběty v Marburgu nad Lahnou, roku 1952 na hradě Hohenzollern a od roku 1991, podle svého přání, v parku zámku Sanssouci v Postupimi |
| Alžběta Kristýna Brunšvicko-Bevernská              | 1715–1797   | Hohenzollernská hrobka v berlínské katedrále |
| král Fridrich Vilém II.                            | 1744–1797   | Hohenzollernská hrobka v berlínské katedrále |
| Alžběta Kristýna Ulrika Brunšvicko-Wolfenbüttelská | 1746–1840   | Hohenzollernská hrobka v berlínské katedrále |
| Frederika Luisa Hesensko-Darmstadtská              | 1751–1805   | Hohenzollernská hrobka v berlínské katedrále |
| král Fridrich Vilém III.                           | 1770–1840   | Mauzoleum v zámeckém parku Charlottenburg v Berlíně |
| Luisa Meklenbursko-Střelická                       | 1776–1810   | Mauzoleum v zámeckém parku Charlottenburg v Berlíně |
| Augusta hraběnka z Harrachu                        | 1800–1873   | Mauzoleum v zámeckém parku Charlottenburg v Berlíně |
| král Fridrich Vilém IV.                            | 1795–1861   | Hrobka pod kůrem Friedenskirche v Postupimi, srdce v mauzoleu v zámeckém parku Charlottenburg v Berlíně |
| Alžběta Ludovika Bavorská                          | 1801–1873   | Hrobka pod kůrem Friedenskirche v Postupimi |
| císař Vilém I.                                     | 1797–1888   | Mauzoleum v zámeckém parku Charlottenburg v Berlíně |
| Augusta Sasko-Výmarsko-Eisenašská                  | 1811–1890   | Mauzoleum v zámeckém parku Charlottenburg v Berlíně |
| císař Fridrich III.                                | 1831–1888   | Mauzoleum ve Friedenskirche v Postupimi |
| Viktorie Sasko-Koburská                            | 1840–1901   | Mauzoleum ve Friedenskirche v Postupimi |
| císař Vilém II.                                    | 1859–1941   | Mauzoleum v Doorn u Driebergenu, Nizozemsko |
| Augusta Viktorie Šlesvicko-Holštýnská              | 1858–1921   | Antický chrám v parku zámku Sanssouci v Postupimi |
| Hermína z Reussu                                   | 1887–1947   | Antický chrám v parku zámku Sanssouci v Postupimi |